# Eleocharis grandirostris
Eleocharis grandirostris là loài thực vật có hoa trong họ Cói. Loài này được (Lindm.) Mereles mô tả khoa học đầu tiên năm 1988.